# Christian de Boissieu
Pour les articles homonymes, voir Boissieu.
Pour les autres membres de la famille, voir Famille de Boissieu.
Christian de Boissieu, né le 18 mars 1947 à Boulogne-Billancourt (Hauts-de-Seine), est un universitaire et économiste français, membre de l'Académie des technologies.
Spécialiste de questions monétaires et bancaires, il a exercé de nombreuses fonctions de conseiller économique auprès de banques et fonds d’investissements jusqu'à sa nomination au sein du Collège de l'Autorité des marchés financiers (AMF), en 2011. Les médias francophones le font régulièrement intervenir comme expert à partir des années 2000.
Il est partisan d'une politique de l'offre, étant plus précisément wicksellien.

## Biographie

### Jeunesse et études
Christian de Boissieu naît dans les Hauts-de-Seine.
Il est le fils de Michel de Boissieu, membre de la Cour des comptes (et descendant par lui d’une ancienne famille du Forez), et le frère du diplomate Pierre de Boissieu.
Il fréquente les lycées parisiens Montaigne et Louis-le-Grand.
Reçu à l'Institut d'études politiques de Paris, il en obtient le diplôme (1969, section Service Public).
Il est titulaire d'un diplôme d'études supérieures en droit public.
Il est ensuite reçu à l'agrégation de sciences économiques, et obtient ensuite un doctorat d’État en économie (1974),.

### Carrière

#### Universitaire
Il enseigne d'abord comme assistant à la faculté de droit et des sciences économiques de Paris (1971-1974), comme chargé de cours à l'université de Rennes (1974-1975), puis comme maître de conférences à l'université de Rouen (1976-80),. Il entre comme professeur à l'Institut d’études politiques de Paris (IEP) en 1978, poste qu'il conserve jusqu’en 1992,,,, puis en 1980 à l’université de Paris I Panthéon-Sorbonne, dont il est professeur émérite,,,.
Commençant à publier, il est recruté comme Visiting Scholar aux universités de Harvard et de Northwestern en 1974, puis à l'université du Minnesota en 1978, et, enfin, au Bureau des gouverneurs de la Réserve fédérale des États-Unis en 1982,. Il est ensuite professeur au Collège d'Europe à Bruges (1999-2003),,,, fonction qu'il occupe encore à ce jour[Quand ?], et à la European School of Political and Social Sciences (ESPOL) à Lille.
Christian de Boissieu se spécialise dans l’étude de la finance, la banque et la monnaie. Il a soutenu l'introduction de la monnaie unique européenne, y voyant un élément de stabilisation des marchés de devises. Il continue de défendre la construction européenne libérale (directive Bolkestein, processus de Bologne, suppression des impôts sur les opérations de bourse). Bon connaisseur de la question des nouvelles stratégies boursières des entreprises et leur impact macroéconomique, il a étendu sa réflexion à la réforme des institutions financières mondiales, avant la crise des subprimes.
Son activité d’enseignant se double ensuite d'une présence dans les sociétés savantes : il est ainsi membre de l'Association française de finance (AFFI) de 1989 à 1992, membre en 1992 puis vice-président de la Société d'économie politique de 1996 à 1998 (il est ensuite président d'honneur de ces deux sociétés), et enfin membre de la Société universitaire européenne de recherches financières à partir de 1991.
Depuis 2011, il préside le conseil scientifique du Laboratoire d'excellence en régulation financière, formé par le CNAM, l'ENA, ESCP-Europe et l'université Paris-1 Panthéon-Sorbonne.
Il est co-président du Conseil franco-britannique, avec la Baroness Tessa Blackstone, et préside la section française du Conseil. À l'occasion des 40 ans du Conseil, il reçoit, à Paris, Nick Clegg, et, à Londres, Thierry Repentin et David Lidington.

#### Politique et financière
Il se rend régulièrement à Moscou entre 1992 et 1998 en tant que membre du programme européen d’assistance technique aux pays de la Communauté des États indépendants visant à libéraliser l'économie russe.
Il est membre de plusieurs clubs de réflexion (il est coprésident du comité scientifique de l'Institut Amadeus, invité au Forum franco-italien depuis 2004, du conseil de coopération franco-néerlandais depuis 2004) et d'instances compétentes en matière de finances. Il a également occupé des postes importants au sein d’importantes banques internationales.
En juin 2011, il est nommé au sein du Collège de l'Autorité des marchés financiers (AMF).
Il est vice-président du Cercle des économistes.
Au fil de sa carrière, il a exercé différentes fonctions de conseil scientifique, notamment auprès d'institutions financières :
- de 1984 à 2011, il est directeur scientifique du centre d’observation économique de la Chambre de commerce et d'industrie de Paris (CCIP)[1],[6],[5],[7] ;
- président du conseil scientifique de Coe-Rexecode[18],[19](jusqu'en mars 2011) ;
- président de la commission de surveillance des Organismes de placement collectif en valeurs mobilières (OPCVM) (Monaco)[1],[7] (jusqu'en juin 2011) ;
- président de la commission de contrôle des activités financières de Monaco[18],[1],[19] (jusqu'en juin 2011) ;
- consultant de la Banque mondiale[1],[7] ;
- membre du conseil scientifique de l'Autorité des marchés financiers (AMF)[1],[7] (jusqu'en juin 2011) ;
- membre du Comité des établissements de crédit et des entreprises d’investissement (CECEI) de 1996 à janvier 2010[1],[7],[11] ;
- conseiller au sein de la Banque de France, et de l'Institut européen des fusions-acquisitions.

et pour les instances politiques décisionnaires en matière économique :
- membre du Conseil d'analyse économique (CAE), de 1997 à 2002, puis président délégué auprès du premier ministre depuis 2003[1],[6],[5],[19] ;
- expert auprès de la Commission économique et monétaire du Parlement européen (2002-2004)[1],[7] ;
- expert auprès de la Commission européenne[7] ;
- membre du Conseil économique de défense au ministère de la Défense (depuis 2003)[1],[7] ;
- membre du conseil de prospective du ministère français de l'Agriculture (depuis 2003)[1], de l’Agence nationale de la recherche (depuis 2008) et de l’Association pour le droit à l’initiative économique (depuis 2010)[1] ;
- membre de la Commission économique de la Nation[1],[7] ;
- membre du Conseil d’orientation pour l’emploi depuis 2005[1],[7] ;
- membre de la commission du Grand Emprunt (2009)[11].

Il est également responsable au sein de grandes banques ou fonds d'investissement :
- administrateur de la banque Hervet de 1995 à 2000[1] ;
- membre du conseil stratégique du cabinet d'Ernst & Young (depuis 2004)[1] (jusqu'en mai 2011) ;
- membre du conseil de surveillance de la banque Neuflize OBC depuis 2006[1],[18],[19](jusqu'en avril 2011) ;
- conseiller économique dans le hedge fund HDF Finance, au Crédit agricole[18],[19](jusqu'en juin 2011) .
- administrateur du fonds d'investissement Pan Holding jusqu'en 2008[1] ;

Depuis quelques années, il est fréquemment invité à présider ou à participer à des commissions sur des sujets qui débordent largement de son domaine de compétence initial ; il est ainsi :
- président du groupe de réflexion Facteur 4, appelé à faire des propositions sur la réduction des émissions des gaz à effet de serre (rapport De Boissieu, 2006) ;
- membre de la Commission pour la libération de la croissance française dite commission Attali[1].

Enfin, il exerce également son influence comme chroniqueur sur plusieurs médias à forte audience en France et dans le monde (Bloomberg TV, Les Échos, Le Monde, La Tribune, Financial Times, Investir, la Revue politique et parlementaire). Il publie également des articles destinés à un public un peu plus érudit (La Documentation française, Diploweb). Il est également président du conseil d’orientation du Forum d'Avignon - Culture, économie, média.

## Controverse
Dans le contexte de la crise des subprimes, un débat a été ouvert concernant l'indépendance des économistes financiers, débat notamment marqué par le documentaire Les nouveaux chiens de garde et l'ouvrage Les Imposteurs de l'économie de Laurent Mauduit. Christian de Boissieu, comme d'autres économistes dans le contexte de ce débat, a fait l'objet de deux types de critiques :
- une première concerne son statut de « juge et partie »[18] : il a été employé à la fois par des entreprises du domaine financier et membre d'institutions de surveillance de ces mêmes entreprises (AMF, cabinet d'audit Ernst & Young), et des organismes publics qui rédigent la réglementation concernant ces mêmes entreprises. Il est ainsi soupçonné de favoriser ses employeurs privés par son soutien à la dérégulation financière[18],[19]. Toutefois, il a abandonné, conformément aux règles en vigueur, ses collaborations avec des établissements financiers lorsqu'il a rejoint le collège de l'AMF, en 2011.
- la seconde critique porte sur son manque d’objectivité dans ses interventions médiatiques. Étant donné ses multiples activités dans le domaine financier, il a des avis très tranchés en faveur d’une dérégulation du secteur ; mais il est toujours présenté comme une personne impartiale, un « professeur d'université ». Ses liens avec les banques, les institutions financières ou les gouvernements pouvant affecter son apparente neutralité ne sont jamais évoqués, voire censurés[11]. Selon Arrêts sur images, ces liens le placent en situation constante de conflit d'intérêts[20].

Cette situation pousse l'observatoire des médias Acrimed à attribuer les « profits sociaux et symboliques » (voir la liste de ses décorations ci-dessous) non à son experience scientifique (il ne publie plus dans des revues à comité de lecture), mais à ses relations.
Christian de Boissieu est présenté dans le documentaire Les nouveaux chiens de garde comme un interlocuteur privilégié des médias malgré ses nombreuses fonctions au sein d'institutions financières, et ne remettant jamais fondamentalement en question le fonctionnement d'un capitalisme financier et mondialisé puisqu'il en serait l'un des bénéficiaires. Christian de Boissieu – ainsi que d'autres économistes incriminés dans ce débat – en réponse à ce documentaire et à l'ouvrage Les Imposteurs de l'économie de Laurent Mauduit, objecte, notamment, que le Conseil d'analyse économique qu'il préside a publié plus de 100 rapports depuis sa création et est une instance pluraliste. Christian de Boissieu appelle également de ses vœux à l'élaboration d'un code de conduite par l'Association française de sciences économiques.

## Distinctions

### Prix
Récompenses pour ses travaux universitaires :
- lauréat de l'Académie des sciences morales et politiques :
  - prix Rossi en 1979 ;
  - prix Zerilli-Marimo en 2001 ;
- économiste de l’année du Nouvel Économiste (monnaie, finance, 1994).

### Décorations françaises
Décorations en France :
- Commandeur de la Légion d'honneur Il est promu commandeur par décret du 31 décembre 2008[22]. Il était officier du 15 octobre 2002 par décret du 12 juillet 2002[23]. Il était chevalier du 29 juin 1994 par décret du 1er avril 1994 pour ses 23 ans de services civils[24].
- Commandeur de l'ordre national du Mérite Il est promu commandeur par décret du 14 novembre 2005[25]. Il était officier du 7 juillet 1998 par décret du 14 mai 1998[26]. Il était chevalier du 2 mai 1988.
- Commandeur de l'ordre des Palmes académiques.
- Officier de l'ordre du Mérite agricole
- Commandeur de l'ordre des Arts et des Lettres Il est promu au grade de commandeur par l’arrêté du 25 septembre 2017[27].

### Décorations étrangères
Décorations à l’étranger :
- Officier d'honneur de l’ordre de l'Empire britannique (Royaume-Uni) pour services rendus aux relations franco-britannique[28];
- Croix d'officier de l'ordre du Mérite (RFA) ;
- Officier de l'ordre du Lion d'or de la maison de Nassau (Pays-Bas) ;
- Commandeur de l'ordre royal de l'Étoile polaire (Suède) ;
- Commandeur du Ouissam alaouite (Maroc) 2006[29];
- Commandeur de l'ordre du Mérite de la République italienne‎ ;
- Commandeur de l'ordre de Saint-Charles (principauté de Monaco) ;
- Commandeur de l'ordre national du Lion du Sénégal ;
- Commandeur de l'ordre de l'Infant Dom Henri (Portugal) ;
- Commandeur de l'ordre de la République tunisienne

## Publications

### Seul
- avant-propos de Frits De Jong, préface de Bernard Ducros, Les Vitesses de circulation de la monnaie : une approche conflictuelle, Paris : Éditions Cujas, 1975, collection Connaissances économiques, 260 p.
- La Structure des taux d’intérêt, Paris : Economica, 1976, collection Recherches Panthéon-Sorbonne, Série Sciences économiques, préface d’Alain Barrère, 281 p.
- Principes de politique économique, Paris : Économica, 1978, 603 p,  (ISBN 2-7178-0174-X) (réédité en 1980).
- La Désinflation, Reims : Banque de France, cycle de conférences 1984-1985, 16 feuilles
- International Monetary and Financial Integration (eds), Nijhoff, 1988.
- Fiscal Policy, Taxation and the Financial System (eds), Kluwer, 1992.
- Monnaie et économie : chroniques de politique monétaire : États-Unis-France, Paris : Économica, 1998,  (ISBN 2-7178-3727-2), 259 p.

### Ouvrages collectifs
- avec A. Parguez, P. Zagamé (préface de Bernard Ducros), Économie du déséquilibre, Paris : Économica, 1977, collection Recherches Panthéon-Sorbonne, série Sciences économiques, 299 p.
- avec Jean-Louis Guglielmi (coéditeurs), Formation et rôle des taux d’intérêt, actes du colloque organisé par le groupe de recherches coordonnées Économie monétaire du CNRS,  (ISBN 2-7178-0562-1), 204 p.
- avec Chr. Bordes, A. Fourcans et alii, L’Europe et la coordination des politiques monétaires, Paris : Sirey, 1991,  (ISBN 2-248-01811-8), 166 p.
- Daniel Lebègue et Christian de Boissieu (directeurs de publication), Monnaie unique européenne, système monétaire international : vers quelles ambitions ?, actes du colloque organisé le 22 mai 1989 par le Commissariat général du plan et le Cepremap, Paris : PUF, 1991, collection Politique d’aujourd’hui,  (ISBN 2-13-043565-3), 123 p.
- Banking in France (dir.) Routlege, 1990.
- avec Donald E. Fair et Julian Alworth, Fiscal Policy, taxation and the financial system in a increasingly integrated Europe, Dortrecht ; Boston ; Lancaster : Kluwer Academic, 1992, collection Financial and monetary policy studies,  (ISBN 0-7923-1451-4), 452 p.
- avec Jean-Luc Biacabe, L’évolution du rôle international du franc et la transition vers l’union économique et monétaire, Paris : Chambre de commerce et d’industrie de Paris, 1993, collection Documents de travail, 32 p.
- avec Alain Henriot et Sandrine Rol, Problématique des marchés émergents, Paris : Chambre de commerce et d’industrie de Paris, 1996, collection Documents de travail,  (ISBN 2-85504-147-3), 47 p.
- directeur de publication : Les Mutations de l’économie française, Paris : Économica, 1997, collection Entreprises et perspectives économiques,  (ISBN 2-717-834788), 302 p.
- « Efficiency and Stability Considerations in the Design of Prudential ratios » in Financial Markets Regulation, MacMillan, 1997.
- directeur de publication : Les Mutations de l’économie mondiale, Paris : Chambre de commerce et d’industrie de Paris-Economica, 2000, collection Entreprise et perspective économiques,  (ISBN 2-7178-4057-5), 348 p.
- La connaissance statistique des finances publiques locales, rapport du groupe de travail présidé par Yves Fréville et Christian de Boissieu, Paris : CNIS, 2000,  (ISBN 2-11-066671-4), 178 p.
- Les Entreprises françaises 2006 ; Economica, Paris, 2006 (1re éd : 2001).
- Les normes comptables et le monde post-Enron, rapport de Jacques Mistral, Christian de Boissieu et Jean-Hervé Lorenzi, rapport pour le Conseil d’analyse économique, Paris : La Documentation française, 2003,  (ISBN 2-11-005453-0), 159 p.
- directeur de publication : Les Systèmes financiers. Mutations, crises et régulation, Paris : Économica, 2004,  (ISBN 2-7178-4828-2), 206 p. (réédité en 2006 et 2009)
- avec Denise Flouzat, Économie contemporaine, tome 2, Les phénomènes monétaires, Paris : Presses universitaires de France, 2004, collection Thémis- Sciences économiques,  (ISBN 2-13-054705-2), 545 p.
- avec Yves Chaput, L’Endettement, richesse de l’entreprise ?, Paris : éditions Litec, 2005,  (ISBN 2-7110-0640-9), 168 p.
- avec Denise Flouzat, Économie contemporaine, tome 3, Croissance, mondialisation et stratégies économiques, Paris : Presses universitaires de France, 2006, collection Thémis-Sciences économiques,  (ISBN 2-13-055542-X), 522 p.
- Christian de Boissieu et Jacques Attali, directeurs de publication, Un monde en mouvement : enjeux et défis, 2007-2010, Forum international économique et financier, Paris : Eska, 2007,  (ISBN 978-2-7472-1284-7), 262 p.
- Perspectives internationales pour les politiques agricoles, Conseil de prospective européenne et internationale pour l’agriculture et l’alimentation, sous la présidence de Christian de Boissieu, Paris : La Documentation française, 2007,  (ISBN 978-2-11-006421-9), 179 p.
- avec Philippe Esper et Yves-Thibault de Silguy, Eurodéfense : pour une relance de l’Europe de la défense, préface de Romano Prodi, UNICOMM, 2009.
- Division par quatre des émissions de gaz à effet de serre de la France à l’horizon 2050, rapport du groupe Facteur 4 au ministre de l’Écologie et du développement durable, sous la présidence de Christian de Boissieu, Paris : la Documentation française, 2007,  (ISBN 978-2-11-006280-2), 142 p.
- avec Christian Saint-Étienne et Jean-Paul Tchang, Au défi de la crise pour une gouvernance mondiale des économies, colloque du 13 mars 2009 de l’Association des démocrates européens (AddE), Paris : Le Manuscrit, 2009,  (ISBN 978-2-304-03056-3), 231 p.
- sous la direction de Bertrand Jacquillat et Christian de Boissieu,  À quoi servent les économistes ?, Paris : PUF, 2010, collection Les Cahiers-Le Cercle des économistes,  (ISBN 978-2-13-058118-5), 100 p.
- Articles Anticipations, économie, Cote en bourse, Willem Duisenberg, Finance de marché, Indice boursier, Taux de change et Alan Greenspan de l’Encyclopædia Universalis